# Antoine Simon Durrieu

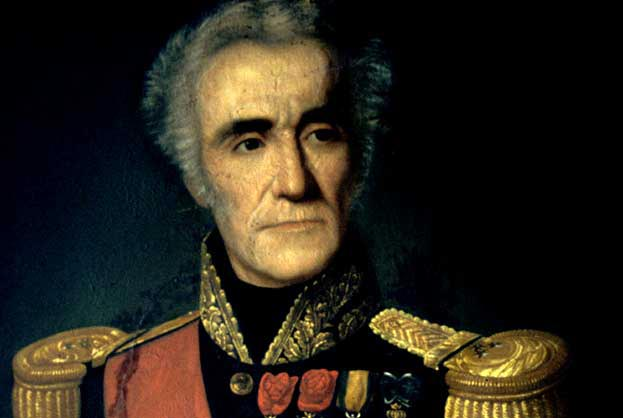
Antoine Simon Durrieu

Antoine Simon Durrieu (* 20. Juli 1775 in Grenade-sur-l’Adour, Département Landes; † 7. April 1862 in Saint-Sever, Département Landes) war ein französischer Politiker und Général de division.

## Leben und Wirken
Mit 18 Jahren meldete sich Durrieu 1793 als Freiwilliger zur Armee. Er war kurze Zeit an der spanisch-französischen Grenze stationiert. 
Im Rang eines Capitains kämpfte er u. a. unter den Generälen Barthélemy-Catherine Joubert und Augustin-Daniel Belliard in Tirol und Italien. Als Napoleon seine Invasion nach Ägypten plante, wechselte Durrieu in den Stab von General Louis-Alexandre Berthier. Er war auf Malta und nahm an der Schlacht bei den Pyramiden (21. Juli 1798) teil. 
Er erkrankte und wurde zurück nach Frankreich transportiert. Nach seiner Gesundung holte ihn General Louis Charles Antoine Desaix in seinen Stab und Durrieu kämpfte tapfer u. a. bei Marengo (14. Juni 1800) und am Mincio (25. Dezember 1800). Als chef de bataillon von General André Masséna nahm er an der Schlacht bei Wagram (5./6. Juli 1809) teil.
Als Napoleon seinen Russlandfeldzug plante, kam Durrieu in den Generalstab von Eugène de Beauharnais und kämpfte bei Borodino (7. September 1812), Tarutino (18. Oktober 1812) und an der Beresina (26./28. November 1812).
Durrieu nahm an den Kämpfen bei Großgörschen (2. Mai 1813) und Bautzen (20/21. Mai 1813) teil und dafür am 3. Juni 1813 mit der Beförderung zum Brigadegeneral ausgezeichnet. In Torgau an der Elbe erkrankte er an einem „epidemischen Fieber“. Er wurde nach Frankreich geschickt und dort übernahm er nach seiner Gesundung einige Aufgaben im Kriegsministerium.
An der Schlacht bei Paris (30. März 1814) nahm Durrieu nicht mehr teil und konnte auch nach dem Vertrag von Fontainebleau (11. April 1814) im Amt bleiben. Während Napoleons Herrschaft der Hundert Tage schloss sich Durrieu ihm wieder an und kämpfte bei Ligny (16. Juni 1815) und Waterloo (18. Juni 1815).
Als 1823 König Ludwig XVIII. seine Invasion in Spanien plante, nahm Durrieu im Stab von Eugène de Beauharnais teil und fünf Jahre später holte ihn General Nicolas-Joseph Maison in seinen Stab, um die Morea-Expedition zu unterstützen.
An den innenpolitischen Ereignissen während der Julimonarchie war Durrieu nicht interessiert. Nach seiner Ernennung zum Divisionsgeneral am 22. Februar 1829 kam mit Wirkung vom 14. August 1845 der Höhepunkt seiner Karriere: die Ernennung zum Pair von Frankreich. Als solcher vertrat er während der zweiten Republik 1851/52 als Abgeordneter das Département Landes in der Nationalversammlung.
Anschließend legte er alle seine Ämter nieder und zog sich ins Privatleben nach Saint-Sever zurück. Er starb dort am 7. April 1862 und fand dort auch seine letzte Ruhestätte.

## Ehrungen
- Ordre de la couronne de fer
- Ordre royal et militaire de Saint-Louis
- 1823 Großkreuz des Orden de Isabel la Católica
- 30. Juni 1830 baron
- 5. Januar 1834 Großkreuz der Ehrenlegion
- 14. August 1834 Pair von Frankreich
- Sein Name findet sich auf dem östlichen Pfeiler (19. Spalte) des Triumphbogens am Place Charles-de-Gaulle (Paris)